# Pawieł Kozyr
Pawieł Pantielejewicz Kozyr (ros. Па́вел Пантеле́евич Ко́зырь, ukr. Павло́ Пантелі́йович Ко́зир, ur. 1 grudnia?/14 grudnia 1913 we wsi Żowte w guberni jekaterynosławskiej, zm. 1998) – radziecki działacz partyjny, Bohater Pracy Socjalistycznej (1973).

## Życiorys
W latach 1931–1932 uczył się w technikum budownictwa radzieckiego w Nieżynie, od października 1932 do listopada 1935 kierował sektorem lokalnych audycji radiowych w Pjatychatkach, instruktor i kierownik filii „Wukoopspiłki”, kierownik gabinetu partyjnego rejonowego komitetu KP(b)U, sekretarz odpowiedzialny gazety Wydziału Politycznego Stanicy Maszynowo-Traktorowej w Pjatychatkach, redaktor odpowiedzialny gazety „Za sowietskij azot” w Dnieprodzierżyńsku. Od listopada 1935 do 1937 żołnierz Armii Czerwonej, od września 1937 do kwietnia 1938 słuchacz Szkoły Planowej Ludowego Komisariatu Sprawiedliwości Turkmeńskiej SRR w Aszchabadzie (nie ukończył), od kwietnia do września 1938 zastępca redaktora odpowiedzialnego gazety „Komsomolec Turkmienistana”, od września 1938 do grudnia 1939 kierownik Wydziału Organów Komsomolskich KC Komsomołu Turkmenii. Od 1939 w WKP(b), od września 1939 do sierpnia 1941 I sekretarz Komitetu Obwodowego Komsomołu w Aszchabadzie, od sierpnia 1941 do października 1945 politruk Armii Czerwonej, dosłużył się stopnia kapitana, od listopada 1945 do grudnia 1946 II sekretarz Komitetu Rejonowego KP(b)U w Krzyżopolu. Od grudnia 1946 do grudnia 1948 I sekretarz Sitkowieckiego Komitetu Rejonowego KP(b)U, od grudnia 1948 do grudnia 1950 I sekretarz Komitetu Miejskiego KP(b) w Mohylowie Podolskim, 1952 zaocznie ukończył Wyższą Szkołę Partyjną przy KC WKP(b), od stycznia 1953 do stycznia 1954 redaktor gazety „Winnickaja prawda”. Od stycznia do 3 listopada 1954 sekretarz Komitetu Obwodowego KPU w Winnicy, od 3 listopada 1954 do 22 sierpnia 1955 II sekretarz, a od 22 sierpnia 1955 do stycznia 1963 I sekretarz tego komitetu. Od 21 stycznia 1956 do 20 lutego 1981 zastępca członka KC KPU, od 31 października 1961 do 30 marca 1971 zastępca członka KC KPZR, od stycznia 1963 do grudnia 1964 I sekretarz Wiejskiego Komitetu Obwodowego KPU w Winnicy, od grudnia 1964 do 7 maja 1970 ponownie I sekretarz Komitetu Obwodowego KPU w Winnicy. Od 8 maja 1970 do 30 czerwca 1977 I sekretarz Komitetu Obwodowego KPU w Odessie, od lipca 1977 na emeryturze, od 9 kwietnia 1971 do 23 lutego 1981 członek KC KPZR. W latach 1962–1979 deputowany do Rady Najwyższej ZSRR od 6. do 9. kadencji.

## Odznaczenia
- Medal Sierp i Młot Bohatera Pracy Socjalistycznej (8 grudnia 1973)
- Order Lenina (czterokrotnie – 26 lutego 1958, 13 grudnia 1963, 22 marca 1966 i 8 grudnia 1973)
- Order Czerwonego Sztandaru Pracy (23 stycznia 1948)
- Medal „Za pracowniczą dzielność” (25 grudnia 1959)

I medale.